# Nicholas Kollerstrom
Nicholas Kollerstrom (nascut el 13 de desembre de 1946) és un escriptor i historiador de la ciència anglès. Entre els seus llibres figuren, Gardening and Planting by the Moon (una sèrie anual iniciada el 1980), Newton's Forgotten Lunar Theory (2000), Crop Circles (2002), i Terror on the Tube (2009). També ha escrit articles per a la Biographical Encyclopedia of Astronomers.
Kollerstrom ha estast involucrat en temes d'activisme polític. El 1986 va cofundar el Belgrano Action Group després d el'enfonsament per part dels britànics de l'ARA General Belgrano durant la Guerra de les Malvines. La Universitat UCL li va retirar el fellow el 2008 després que publiqués materials sobre Auschwitz en webs de la negació de l'Holocaust.
L'any 1999 Kollerstrom va rbre l'encàrrec per part de la Royal Astronomical Society per classificar la correspondència relacionada amb el descobriment del planeta Neptú i en un article a Scientific American va argumentar que s'atribueix errònimant als britànics el descobriment de Neptú.
El 2003 va escriure a BMC Psychiatry sobre l'efecte de la Lluna en el comportament humà.

## Algunes obres
Books
- (1980) with Simon Best, Lunar Planting Manual 1980-81, W Foulsham & Co Ltd. ISBN 0-572-01059-1
- (1980) Gardening and Planting by the Moon, an annual series.
- (1982) Lead on the Brain: A Plain Guide to Britain's No. 1 Pollutant, Wildwood House. ISBN 0-7045-0476-6
- (1984) Astrochemistry: A Study of Metal-planet Affinities, Emergence Press. ISBN 0-946937-00-1
- (1988) with George Farebrother (eds.), The Unnecessary War: Proceedings of the Belgrano Inquiry, November 7/8th 1986, The Belgrano Action Group, Spokesman Press.
- (1993) The Metal-Planet Relationship: A Study of Celestial Influence, Borderland Sciences Research Foundation. ISBN 0-945685-14-9
- (1994) with Mike O'Neill, The Eureka Effect: Astrology of Scientific Discovery, Auriel, 1994.
- (1995) The Achievement of Newton's 'Theory of the Moon's Motion' of 1702, PhD dissertation, University of London.
- (2000) Newton's Forgotten Lunar Theory, Green Lion Press. ISBN 1-888009-08-X
- (2002) Crop Circles: The Hidden Form, Wessex Books. ISBN 1-903035-11-2
- (2003) with George Farebrother (eds.), The Case against War: The Essential Legal Inquiries, Opinions and Judgements Concerning War in Iraq, Legal Inquiry Steering Group, with a preface by Nicholas Kollerstorm and Mark Levine (available here).
- (2004) with Nicholas Campion (eds.), Galileo's Astrology, HR Wallingford Ltd. ISBN 1-898485-08-9
- (2009) Terror on the Tube: Behind the Veil of 7/7, An Investigation, Progressive Press. ISBN 1-61577-007-0
- (2009) Venus, the Path of Beauty, New Alchemy Press.
- (2013) Farmer's Moon, New Alchemy Press.
- (2013) Interface: Astronomical Essays for Astrologers, New Alchemy Press.
- (2013) Eureka: The Celestial Pattern at Times of Historic Inspiration, New Alchemy Press.
- (2014) The Secrets of the Seven Metals: A Bridge Between Heaven and Earth, New Alchemy Press.
- (2014) Breaking the Spell. The Holocaust: Myth & Reality, Castle Hill Publishers.

Articles
- (1980) "The Lawther Report: Whitewashing Leaded Petrol" Arxivat 2015-07-23 a Wayback Machine., The Ecologist, 10(6/7), July/Aug/Sept, pp. 246–249.
- (1991) "Crabtree's Venus-Transit Measurement", Quarterly Journal of the Royal Astronomical Society, 32, 1991, p. 51.
- (1992) "Thomas Simpson and 'Newton's method of approximation': An enduring myth", British Journal for the History of Science, 25, pp. 347–354.
- (1995) with Bernard D. Yallop, "Flamsteed's Lunar Data 1692–95, Sent to Newton," Journal for the History of Astronomy, 26, pp. 237–246.
- (1999) "The Path of Halley's Comet, and Newton's Late Apprehension of the Law of Gravity," Annals of Science, 56(4), pp. 331–356.
- (2000) "How Newton inspired China's calendar," Astronomy & Geophysics, 41(5), pp. 5.21-5.23.
- (2000), with C. Power, "The influence of the lunar cycle on fertility on two thoroughbred studfarms," Equine Veterinary Journal, 32(1), January, pp. 75–77. PMID: 10661389
- (2002) "Newton, Halley and Uranus" Arxivat 2015-09-23 a Wayback Machine., Astrological Journal, August.
- (2003) "Galileo as Believer" Arxivat 2015-09-23 a Wayback Machine., Culture and Cosmos, 7(1), Spring/Summer.
- (2003) with Beverly Steffert, "Sex difference in response to stress by lunar month: A pilot study of four years' crisis-call frequency", BMC Psychiatry, 3(20), 10 December. PMID: 14664724
- (2003) "Recovering the Neptune files," Astronomy & Geophysics, 2003, 44(5), pp. 5.23-5.24.
- (2004) with William Sheehan, Craig B. Waff, "The Case of the Pilfered Planet: Did the British steal Neptune?", Scientific American, 291(6), December, pp. 92–99. PMID: 15597985
- (2004) "Galileo's first trial", Astronomy Now, 18(7), pp. 33–36.
- (2004) "Galileo and the new star", Astronomy Now, 18(10), pp. 58–59.
- (2004) "Lunar Effect on Thoroughbred Mare Fertility: An Analysis of 14 Years of Data, 1986–1999," Biological Rhythm Research, 35(4), pp. 317–327.
- (2004) "William Crabtree's Venus transit observation", Proceedings of the International Astronomical Union, IAUC196, pp. 34–40. Also in D. W. Kurtz (ed.), Transits of Venus: New Views of the Solar System and Galaxy, Cambridge University Press, 2005, p. 34ff.
- (2005) "Acropolis Width and Ancient Geodesy", International Journal of Metrology, Oct/Nov/Dec.
- (2006) "John Herschel on the Discovery of Neptune", Journal of Astronomical History and Heritage, 9(2), pp. 151–158.
- (2007) "Decoding the Antikythera Mechanism", Astronomy Now, 21(3), pp. 32–35.
- (2007) "Adams, John Couch,""Flamsteed, John," and "Newton, Isaac," in Thomas Hockey, et al (eds.), Biographical Encyclopedia of Astronomers, Springer.